# Meaux, England
Meaux är en by i civil parish Wawne, i distriktet East Riding of Yorkshire, i grevskapet East Riding of Yorkshire, i England. Byn är belägen 6 km från Beverley. Meaux var en civil parish 1866–1935 när blev den en del av Wawne. Civil parish hade 73 invånare år 1931. Byn nämndes i Domedagsboken (Domesday Book) år 1086, och kallades då Melse.